# Abu Ubayda ibn al-Jarrah
ʿĀmir ibn ʿAbd Allāh ibn al-Jarrāḥ (Arabiska: عامر بن عبدالله بن الجراح; född 583, död 639), bättre känd som Abū ʿUbayda (Arabiska: أبو عبيدة) 
var en muslimsk befälhavare och en av Sahaba. Han är främst känd för att vara en av "De tre som lovats paradiset". Han förblev befälhavare för stora delar av Rashidunkalifatets armé under Umar ibn al-Khattabs regeringstid 634-639 och var upptagen på listan över Umars tilltänka efterträdare som kalif, men avled i pesten i Amwas år 639 före Umar.